# بلاس (مكيراس)

تعديل مصدري - تعديل

بلاس هي إحدى قرى عزلة مكيراس بمديرية مكيراس التابعة لمحافظة البيضاء، بلغ تعداد سكانها 454 نسمة حسب تعداد اليمن لعام 2004.